# چیما دی بیاسکا
چیما دی بیاسکا (به لاتین: Cima di Biasca) یک کوه در سوئیس است که در کانتون تیچینو واقع شده‌است. چیما دی بیاسکا ۲٬۵۷۴ متر بالاتر از سطح دریا واقع شده‌است.